# Roger Holeindre
Roger Holeindre, född 21 mars 1929, död 30 januari 2020, var en fransk arméveteran, politiker och författare. Han stred i Indokinakriget och Algerietrevolten. Han var medlem av Frankrikes nationalförsamling från 1986 till 1988. Han var tidigare vice ordförande för Front National (FN). Han representerade den nationalkonservativa tendensen i partiet, i opposition till "nationalrevolutionärerna" som står närmare tredje positionen-ideologier. Holeindre var ordförande för Cercle national des combattants.